# Les Bons Villers
Les Bons Villers (en való Les Bons Viyés) és un municipi belga de la província d'Hainaut a la regió valona. Comprèn les localitats de Frasnes-lez-Gosselies, Mellet, Rèves, Villers-Perwin i Wayaux. Limita amb els municipis de Genappe, Villers-la-Ville, Fleurus, Charleroi, Pont-à-Celles, i Nivelles.

## Personatges il·lustres
- Jean Duvieusart (1900-1977), primer ministre de Bèlgica i president del Parlament Europeu (1964-1965), nascut a Frasnes-lez-Gosselies.
- Arthur Grumiaux (1921-1986)